# Lithomoia albertae
Lithomoia albertae là một loài bướm đêm trong họ Noctuidae.